# W78 (核弾頭)
W78は、アメリカ合衆国が開発した核弾頭。熱核弾頭であり、ミニットマン III大陸間弾道ミサイルのMIRV弾頭として運用されている。
Mk.12A再突入体に搭載するものであり、1979年より生産・配備が開始された。W62核弾頭に代わるものであり、総生産数は1,083発。開発はロスアラモス国立研究所で1974年より開始され、セカンダリー部はW50を参考にしたものに新型のプライマリーを加えた構造となっている。核出力は335-350kt。
サイズの詳細は公表されておらず、再突入体の形状より直径21.3インチ、長さ71.3インチ内と推測されている。重量も同様に800ポンド以内と推測されている。また、起爆には低感度爆薬ではない通常の爆薬が用いられており、後に開発された核弾頭よりは相対的に爆発事故の可能性が高い。そのため、航空機による輸送は忌避されている。